# Bipasha Basu
Bipasha Basu (ur. 7 stycznia 1979 w Delhi, wychowana w Kalkucie) od 2001 roku indyjska modelka i aktorka filmowa (głównie Bollywood), nagrodzona za film Ajnabee nagrodą Filmfare za Najlepszy Debiut. Mając 17 lat w 1996 zwyciężyła w Konkursie Supermodelek Świata. Była związana z aktorami Milindem Somanem i Dino Morea, a od 2003 roku po produkcji filmu Jism z chrześcijaninem Johnem Abrahamem. Sama jest hinduistką. Wystąpiła w teledysku znanego piosenkarza: Jay Sean - „Stolen”.

## Filmografia
| Rok  | Film                                  | Rola                         | Uwagi                                                              |
| ---- | ------------------------------------- | ---------------------------- | ------------------------------------------------------------------ |
| 2001 | Ajnabee                               | Sonia/Neeta                  | Nagroda Filmfare za Najlepszy Debiut                               |
| 2002 | Takkari Donga                         | Panasa                       | film telugu                                                        |
| 2002 | Oczy                                  | Raina                        | gościnnie                                                          |
| 2002 | Wesele mojej ukochanej                | Ria                          | gościnnie                                                          |
| 2002 | Raaz                                  | Sanjana Dhanraj              | nominacja do Nagrody Filmfare dla Najlepszej Aktorki               |
| 2002 | Chor Machaaye Shor                    | Ranjita                      |                                                                    |
| 2002 | Gunaah                                | Prabha Narayan               |                                                                    |
| 2003 | Jism                                  | Sonia Khanna                 | nominacja do Nagrody Filmfare za Najlepszą Rolę Negatywną          |
| 2003 | Footpath                              | Sanjana                      |                                                                    |
| 2003 | Rules - Pyaar Ka Superhit Formula     |                              | gościnnie                                                          |
| 2003 | Zameen                                | Nandini                      |                                                                    |
| 2004 | Ishq Hai Tumse                        | Kushboo                      |                                                                    |
| 2004 | Aetbaar                               | Ria Malhotra                 |                                                                    |
| 2004 | Rudraksh                              | Gayetri                      |                                                                    |
| 2004 | Rakht: What If You Can See the Future | Drishti                      |                                                                    |
| 2004 | Madhoshi                              | Anupama Kaul                 |                                                                    |
| 2005 | Chehraa                               | Megha                        |                                                                    |
| 2005 | Sachien                               | Manju                        | film tamilski                                                      |
| 2005 | Deszcz                                | Anna                         |                                                                    |
| 2005 | No Entry                              | Bobby                        | nominacja do Nagrody Filmfare dla Najlepszej Aktorki Drugoplanowej |
| 2005 | Apaharan                              | Megha                        |                                                                    |
| 2005 | Shikhar                               | Natasha                      |                                                                    |
| 2005 | Viruddh... Family Comes First         |                              | gościnnie                                                          |
| 2006 | Hum Ko Deewana Kar Gaye               | Sonia Berry                  |                                                                    |
| 2006 | Darna Zaroori Hai                     | Varsha                       |                                                                    |
| 2006 | Phir Hera Pheri                       | Anuradha                     |                                                                    |
| 2006 | Alag                                  |                              | gościnnie w piosence Sabse Alag                                    |
| 2006 | Corporate                             | Nishigandha Dasgupta         | nominacja do Nagrody Filmfare dla Najlepszej Aktorki               |
| 2006 | Omkara                                | Billo Chamanbahar            |                                                                    |
| 2006 | Jaane Hoga Kya                        | Aditi                        |                                                                    |
| 2006 | Dhoom 2                               | ACP Shonali Bose/Monali Bose |                                                                    |
| 2007 | Nehlle Pe Dehlla                      | Pooja                        |                                                                    |
| 2007 | No Smoking                            |                              | gościnnie w piosence Phook De                                      |
| 2007 | Om Shanti Om                          |                              | gościnnie                                                          |
| 2007 | Dhan Dhana Dhan Goal                  | Rumana                       |                                                                    |
| 2008 | Race                                  |                              |                                                                    |
| 2008 | International Hera Pheri              |                              | w produkcji                                                        |

## Nagrody
- Nagroda Filmfare 2002: za najlepszy debiut za Ajnabee